# General Alvarado (partido)
General Alvarado (Partido de General Alvarado) is een partido in de Argentijnse provincie Buenos Aires. Het bestuurlijke gebied telt 34.341 inwoners. Tussen 1991 en 2001 steeg het inwoneraantal met 13,18 %.

## Plaatsen in partido General Alvarado
- Centinela del Mar
- Comandante Nicanor Otamendi
- Mar del Sud
- Mechongué
- Miramar